# هنريكي دورادو
هنريكي دورادو (بالبرتغالية: José Henrique da Silva Dourado) (15 سبتمبر 1989 في البرازيل - ) هو لاعب كرة قدم برازيلي في مركز الهجوم. لعب مع جمعية بورتوغيزا الرياضية وسانتو أندريه وفيتوريا دي غيماريش ونادي بالميراس ونادي سانتوس ونادي شابيكوينسي ونادي فلامنغو ونادي كروزيرو وأونياو ساو جواو ‏ ونادي موجي ميريم ونادي ميراسول ورابطة فلامينغو الرياضية ‏ وCianorte Futebol Clube ‏ وClube Atlético Lemense ‏.

## وصلات خارجية
- هنريكي دورادو على موقع قاعدة بيانات كرة القدم.إي يو (الإنجليزية)
- هنريكي دورادو على موقع Soccerway.com (الإنجليزية)
- هنريكي دورادو على موقع عالم كرة القدم.نت (الإنجليزية)
- هنريكي دورادو على موقع AS.com (الإسبانية)